# Veli-Matti Ahonen
Veli-Matti Ahonen (* 1965) ist ein ehemaliger finnischer Skispringer.
Seinen ersten Weltcup sprang Ahonen am 30. Dezember 1983 in Oberstdorf. Er beendete das Springen jedoch als 78. und damit Letzter. Erst in Bischofshofen am 6. Januar 1984 konnte er mit Platz 13 erfolgreich seine ersten Weltcup-Punkte gewinnen. Zwei Wochen später wurde er bei den beiden Weltcup-Springen im japanischen Sapporo Zweiter. Am Ende der Weltcup-Saison 1983/84 stand er auf dem 20. Platz in der Weltcup-Gesamtwertung.